# مادیس ویهمان
مادیس ویهمان (استونیایی: Madis Vihmann؛ زادهٔ ۵ اکتبر ۱۹۹۵) بازیکن فوتبال اهل استونی است.
از باشگاه‌هایی که در آن بازی کرده‌است می‌توان به باشگاه فوتبال لوادیا تالین و باشگاه فوتبال فلورا تالین اشاره کرد.
وی همچنین در تیم‌های ملی فوتبال زیر ۲۱ سال استونی، زیر ۲۳ سال استونی، و استونی بازی کرده‌است.